# Magda (kommun)
Magda är en kommun i Brasilien.   Den ligger i delstaten São Paulo, i den södra delen av landet, 600 km söder om huvudstaden Brasília. Antalet invånare är 3 200.
Följande samhällen finns i Magda:
- Magda

Omgivningarna runt Magda är en mosaik av jordbruksmark och naturlig växtlighet. Runt Magda är det glesbefolkat, med 14 invånare per kvadratkilometer.